# 3796 Lene
3796 Lene је астероид главног астероидног појаса чија средња удаљеност од Сунца износи 2,697 астрономских јединица (АЈ).
Апсолутна магнитуда астероида је 11,9.